# Comuna 17 (Bucaramanga)
La Comuna 17 o Mutis es una división territorial urbana de la ciudad de Bucaramanga, en Colombia.

## División administrativa
La comuna se encuentra formada por los barrios: Mutis, Balconcitos, Monterredondo, Héroes, Estoraques I y II, Prados del Mutis.
También incluye la urbanización: Prados del Mutis.